# Selecció de futbol de Madrid
La selecció de futbol de Madrid o selecció de futbol de la Comunitat de Madrid és l'equip autonòmic que representa la Comunitat de Madrid en futbol. No està afiliada a la FIFA ni a la UEFA, ja que és representada en les competicions d'aquests organismes per la selecció de futbol d'Espanya; per tant, la selecció absoluta només pot competir en partits d'exhibició. No obstant això, en categories inferiors participa en les competicions oficials que organitza la Real Federació Espanyola de Futbol i la selecció d'afeccionats disputa la Copa de les Regions de la UEFA.
La selecció sorgí l'any 1915 organitzada per la Federación Regional del Centro, predecessora de l'actual Federació Madrilenya, amb l'objectiu de participar en la Copa Príncep d'Astúries de futbol.

## Partits jugats
| 10 de maig de 1915        | Castella | 1–2     | Catalunya        | Madrid                       |  |
| Trofeu Princep d'Astúries | Petit    | Informe | Alcántara · Baró | Campo de O'Donnell · Ruete · |  |

| 14 de maig de 1915        | Castella | 1–1     | Euskadi  | Madrid                        |  |
| Trofeu Princep d'Astúries | Bernabéu | Informe | Patricio | Campo de O'Donnell · Dieste · |  |

| 10 d'octubre de 1915 | Catalunya | 0–0     | Castella | Barcelona                  |  |
| Amistós              |           | Informe |          | Camp Muntaner · Hamilton · |  |

| 6 de gener de 1916 | Castella | 0–4     | Catalunya | Madrid                          |  |
| Amistós            |          | Informe |           | Campo de O'Donnell · Hamilton · |  |

| 11 de maig de 1916        | Castella | 3–6     | Catalunya | Madrid                        |  |
| Trofeu Princep d'Astúries |          | Informe |           | Campo de O'Donnell · Dieste · |  |

| 13 de maig de 1916        | Castella | 2–2     | Catalunya | Madrid               |  |
| Trofeu Princep d'Astúries |          | Informe |           | Campo de O'Donnell · |  |

| 9 de maig de 1917         | Castella   | 2–2 | Catalunya        | Madrid                        |  |
| Trofeu Princep d'Astúries | Villaverde |     | Gumbau · Alcover | Campo de O'Donnell · Dieste · |  |

| 11 de maig de 1917        | Castella | 3–2 | Cantàbrica | Madrid               |  |
| Trofeu Princep d'Astúries |          |     |            | Campo de O'Donnell · |  |

| 15 de maig de 1917              | Castella      | 2–0[e]  | Catalunya | Madrid                       |  |
| Final Trofeu Princep d'Astúries | Mieg · Aguero | Informe |           | Campo de O'Donnell · Ruete · |  |

| 14 d'octubre de 1917 | Catalunya | 1–0 | Castella | Barcelona             |  |
| Amistós              | Monistrol |     |          | Camp Muntaner · Bru · |  |

| 20 de gener de 1918       | Castella | 3–2 | Cantàbrica | Madrid                         |  |
| Trofeu Princep d'Astúries |          |     |            | Campo de O'Donnell · Serrano · |  |

| 22 de gener de 1918       | Castella | 3–1 | Cantàbrica | Madrid                        |  |
| Trofeu Princep d'Astúries |          |     | Villaverde | Campo de O'Donnell · Dieste · |  |

| 19 novembre 1922          | Galícia                            | 4–1 | Castella  | Vigo   |  |
| Trofeu Princep d'Astúries | Ramón Polo · Pinilla · R. González |     | Monjardín | Coia · |  |

| 25 novembre 1923          | Castella  | 1–0 | Galícia | Madrid          |  |
| Trofeu Princep d'Astúries | De Miguel |     |         | Ciudad Lineal · |  |

| 21 gener 1924             | Castella  | 2–1 | Andalusia | Madrid                  |  |
| Trofeu Princep d'Astúries | Monjardín |     | Herminio  | Estadio Metropolitano · |  |

| 24 de febrer de 1924            | Catalunya                         | 4–4 | Castella                  | Bilbao      |  |
| Final Trofeu Princep d'Astúries | Samitier · Piera · Sagibarba 118' |     | Pérez · Tiana · Monjardín | San Mamés · |  |

| 26 de febrer de 1924                      | Catalunya                  | 3–2 | Castella  | Bilbao      |  |
| Repetició Final Trofeu Princep d'Astúries | Carulla · Samitier · Piera |     | Monjardín | San Mamés · |  |

| 15 de maig de 1927 | Catalunya | 3–0 | Castella | Barcelona                     |  |
| Amistós            | Sastre 8' |     |          | Camp de Les Corts · Cruella · |  |

| 27 d'octubre de 1927 | Castella | 4–0 | Catalunya | Madrid                  |  |
| Amistós              |          |     |           | Estadio Metropolitano · |  |

| 24 de setembre de 1930 | Catalunya                               | 3–0 | Castella | Barcelona           |  |
| Amistós                | Ventolrà 24' · Goiburu 57' · Arocha 70' |     |          | Camp de Les Corts · |  |

| 8 juny 1930 | Castella | 1–4 | Galícia | Madrid      |  |
| Amistós     |          |     |         | Chamartín · |  |

| 6 de gener de 1931 | Castella | 1–1     | Catalunya | Madrid              |  |
| Amistós            | Marín    | Informe | Sagibarba | Estadio Chamartín · |  |

| 14 d'abril de 1932 | Catalunya | 1–1 | Castella | Barcelona           |  |
| Amistós            | Samitier  |     | Losada   | Estadi d'Montjuïc · |  |

| 16 de març de 1941 | Castella          | 4–3 | Catalunya | Madrid              |  |
| Amistós            | Pruden · Barinaga |     | Martínez  | Estadio Chamartín · |  |

| 15 de març de 1942 | Catalunya                       | 4–3 | Castella | Barcelona                        |  |
| Amistós            | Gràcia · Mas · unknown · Martín |     |          | Camp de Les Corts · A. Vilalta · |  |

| 13 d'octubre de 1943 | Castella | 1–5 | Catalunya                       | Madrid              |  |
| Amistós              | Alonso   |     | César · Martín · Escolà · Bravo | Estadio Chamartín · |  |

| 23 de juny de 1946 | Catalunya                          | 5–2 | Castella         | Barcelona           |  |
| Amistós            | Calvo · Sospedra · Pallàs · Mencia |     | Pruden · Juncosa | Camp de Les Corts · |  |

| 28 d'octubre de 1963    | Castella                                        | 4–0     | Andalusia | Madrid                                                         |  |
| FFM Trofeu Bodas de Oro | Mendonça 3' · Puskás 77' (pen.) 87' · Yanko 86' | Informe | Donato    | Santiago Bernabéu Stadium · 40,000 espectadors · Barrenechea · |  |

| 19 maig 1990 | Madrid | 0–1     | Brasil | Madrid                                   |  |
| Amistós      |        | Informe | Branco | Vicente Calderón · J. M. Garcia Aranda · |  |

| 7 juny 2013       | Madrid          | 1–2     | Andalusia      | Madrid                                                   |  |
| 20:00 CET Amistós | Riki 13' (pen.) | Informe | Barral 8', 17' | Vallecas · 9,000 espectadors · Carlos Velasco Carballo · |  |

## Jugadors
La Comunitat de Madrid ha comptat amb alguns dels millors jugadors internacionals. Entre ells van destacar alguns com Sotero i Eulogio Aranguren, René Petit, Alberto Machimbarrena o Santiago Bernabéu entre els més històrics i primers integrants, fins als més actuals del segle XX com Raúl González, Fernando Torres, Iker Casillas, José María Movilla o José María Gutiérrez "Guti".

### Última convocatòria professional
Jugadors convocats per al partit del centenari davant de la selecció andalusa el dia 7 de juny de 2013.
| N. | Pos. | Nac. | Jugador            |
| -- | ---- | --- | ------------------ |
| —  | POR  | [[Fitxer:Flag of Spain.svg\|23x15px\|border \|alt=Espanya\|link=Selecció de futbol d'Espanya\|{{#if:\|]] | David Cobeño       |
| —  | POR  | [[Fitxer:Flag of Spain.svg\|23x15px\|border \|alt=Espanya\|link=Selecció de futbol d'Espanya\|{{#if:\|]] | Ricardo López      |
| —  | DEF  | [[Fitxer:Flag of Spain.svg\|23x15px\|border \|alt=Espanya\|link=Selecció de futbol d'Espanya\|{{#if:\|]] | Tito               |
| —  | DEF  | [[Fitxer:Flag of Spain.svg\|23x15px\|border \|alt=Espanya\|link=Selecció de futbol d'Espanya\|{{#if:\|]] | Álvaro Domínguez   |
| —  | DEF  | [[Fitxer:Flag of Spain.svg\|23x15px\|border \|alt=Espanya\|link=Selecció de futbol d'Espanya\|{{#if:\|]] | Nacho Martínez     |
| —  | DEF  | [[Fitxer:Flag of Spain.svg\|23x15px\|border \|alt=Espanya\|link=Selecció de futbol d'Espanya\|{{#if:\|]] | Alejandro Arribas  |
| —  | DEF  | [[Fitxer:Flag of Spain.svg\|23x15px\|border \|alt=Espanya\|link=Selecció de futbol d'Espanya\|{{#if:\|]] | Diego Mainz        |
| —  | MIG  | [[Fitxer:Flag of Spain.svg\|23x15px\|border \|alt=Espanya\|link=Selecció de futbol d'Espanya\|{{#if:\|]] | Míchel Sánchez     |
| —  | MIG  | [[Fitxer:Flag of Spain.svg\|23x15px\|border \|alt=Espanya\|link=Selecció de futbol d'Espanya\|{{#if:\|]] | José María Movilla |

| N. | Pos. | Nac. | Jugador         |
| -- | ---- | --- | --------------- |
| —  | MIG  | [[Fitxer:Flag of Spain.svg\|23x15px\|border \|alt=Espanya\|link=Selecció de futbol d'Espanya\|{{#if:\|]]          | Víctor Pérez    |
| —  | MIG  | [[Fitxer:Flag of Spain.svg\|23x15px\|border \|alt=Espanya\|link=Selecció de futbol d'Espanya\|{{#if:\|]]          | Adrián González |
| —  | MIG  | [[Fitxer:Flag of Spain.svg\|23x15px\|border \|alt=Espanya\|link=Selecció de futbol d'Espanya\|{{#if:\|]]          | Antonio López   |
| —  | MIG  | [[Fitxer:Flag of Spain.svg\|23x15px\|border \|alt=Espanya\|link=Selecció de futbol d'Espanya\|{{#if:\|]]          | Guti            |
| —  | DAV  | [[Fitxer:Flag of Spain.svg\|23x15px\|border \|alt=Espanya\|link=Selecció de futbol d'Espanya\|{{#if:\|]]          | Negredo         |
| —  | DAV  | [[Fitxer:Flag of Spain.svg\|23x15px\|border \|alt=Espanya\|link=Selecció de futbol d'Espanya\|{{#if:\|]]          | Alberto Bueno   |
| —  | DAV  | [[Fitxer:Flag of Spain.svg\|23x15px\|border \|alt=Espanya\|link=Selecció de futbol d'Espanya\|{{#if:\|]]          | Riki            |
| —  | DAV  | [[Fitxer:Flag of Venezuela.svg\|23x15px\|border \|alt=Veneçuela\|link=Selecció de futbol de Veneçuela\|{{#if:\|]] | Julio Álvarez   |
| —  | DAV  | [[Fitxer:Flag of Spain.svg\|23x15px\|border \|alt=Espanya\|link=Selecció de futbol d'Espanya\|{{#if:\|]]          | Sergio Pachón   |
| —  | DAV  | [[Fitxer:Flag of Spain.svg\|23x15px\|border \|alt=Espanya\|link=Selecció de futbol d'Espanya\|{{#if:\|]]          | David Aganzo    |

- Entrenador: Luis Aragonés
- Adjunt: Fernando Zambrano

## Uniforme

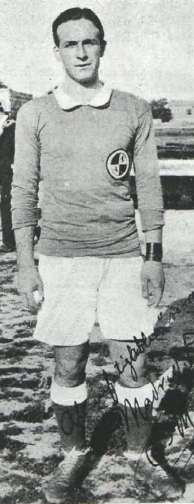
Alberto Machimbarrena amb la selecció el 1915.

| Inicial | Actual |

## Palmarès
- Copa Príncep d'Astúries de futbol: 
  - 1918, 1919.